# Hare-Krishna-Tempel Zürich

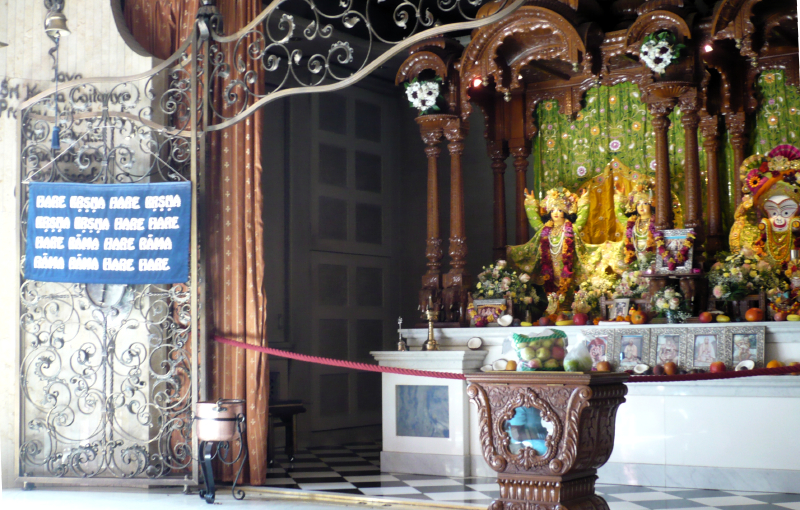
Der Hare-Krishna-Tempel an der Bergstrasse in Zürich

Der Hare-Krishna-Tempel in Zürich ist ein von der ISKCON (Hare Krishna) gegründeter Hindutempel, der zugleich auch ein Tempel der in der Schweiz lebenden Tamilen ist. Der Tempel liegt am Hang des Zürichberges. Der von einem Garten umgebene Tempel, dessen Schönheit häufig hervorgehoben wird, ist über die Landesgrenzen hinaus bekannt.

## Geschichte
Die unter Heimatschutz stehende Patriziervilla an der Bergstrasse 54 wurde im Frühjahr 1980 von der ISKCON erworben. Das 1909 errichtete Gebäude wurde von der Bankiersfamilie Bär bewohnt. Nachdem das Haus keinen Käufer gefunden hatte und deshalb jahrelang unbewohnt geblieben war, konnte die heruntergekommene Villa von der Schweizerischen Krishnagemeinschaft günstig erworben werden. Durch Arbeitseinsatz von Anhängern der Krishnagemeinschaft konnte die Villa kostengünstig instandgestellt werden.

## Angebot
Im Parterre befindet sich ein grosser Andachtsraum mit dem Altar, wo Krishna verehrt wird. Daneben gibt es noch kleinere Aufenthaltsräume für verschiedene Tätigkeiten. Im ersten Geschoss finden sich eine Bibliothek und eine Ausstellung über den ISKCON-Gründer Prabhupada. Die darüberliegenden Räume werden von Mönchen bewohnt und sind für die Öffentlichkeit nicht zugänglich. Im Garten werden bei gutem Wetter die Festmahlzeiten eingenommen. Eine kleine Boutique im Eingangsbereich verkauft Bücher, Räucherwerk und sonstige Utensilien.
Im Hare-Krishna-Tempel findet wöchentlich ein traditionelles Sonntagsfest statt, das von allen besucht werden kann. Das Fest beginnt um 15 Uhr mit gemeinsamem Singen des Mahamantra, ab 16 Uhr folgt ein Vortrag und ab 17 Uhr gibt es ein gemeinsames vegetarisches Festmahl. Um 19 Uhr startet der abendliche Bhajan, während dem der Altar neu geschmückt wird. Der Bhajan wird teilweise von Anhängern der ISKCON, teilweise von Tamilen geleitet.